# All In (2025)
O All In 2025, também promovido como All In: Texas, foi um evento pay-per-view (PPV) de luta livre profissional produzido pela promoção americana All Elite Wrestling (AEW). Foi o terceiro evento All In anual organizado pela AEW e o quarto All In no geral. O evento aconteceu no sábado, 12 de julho de 2025, no Globe Life Field em Arlington, Texas, marcando o primeiro evento PPV da AEW a ser realizado em um estádio de beisebol americano e no Texas, bem como o primeiro All In a ser transmitido no Amazon Prime Video. Este também foi o primeiro evento de luta livre profissional realizado no Globe Life Field. Além disso, o All In foi o primeiro pay-per-view da AEW realizado à tarde, com um horário especial de início às 14h no horário central (15h no horário do leste dos EUA), precedido pelo pré-show Zero Hour às 12h (13h no horário do leste).
Doze lutas foram disputadas no evento, incluindo três no pré-show Zero Hour. Na luta final do evento, promovida como parte de um evento principal triplo, "Hangman" Adam Page derrotou Jon Moxley em uma luta Texas Death para conquistar o Campeonato Mundial da AEW. O segundo evento principal, que foi a penúltima luta da noite, viu o campeão continental da AEW Kazuchika Okada derrotar o campeão internacional da AEW Kenny Omega em uma luta de unificação valendo todos os títulos, tornando-se o primeiro campeão unificado da AEW. O terceiro evento principal teve "Timeless" Toni Storm derrotando Mercedes Moné para manter o Campeonato Mundial Feminino da AEW. Em outra luta de destaque, Swerve Strickland e Will Ospreay derrotaram os The Young Bucks (Nicholas Jackson e Matthew Jackson) e, como resultado, os Young Bucks foram destituídos de seus cargos de vice-presidentes executivos. O evento também contou com os retornos de Cope, Bryan Danielson e Darby Allin, que havia feito uma pausa para escalar com sucesso o Monte Everest.

## Produção

### Introdução

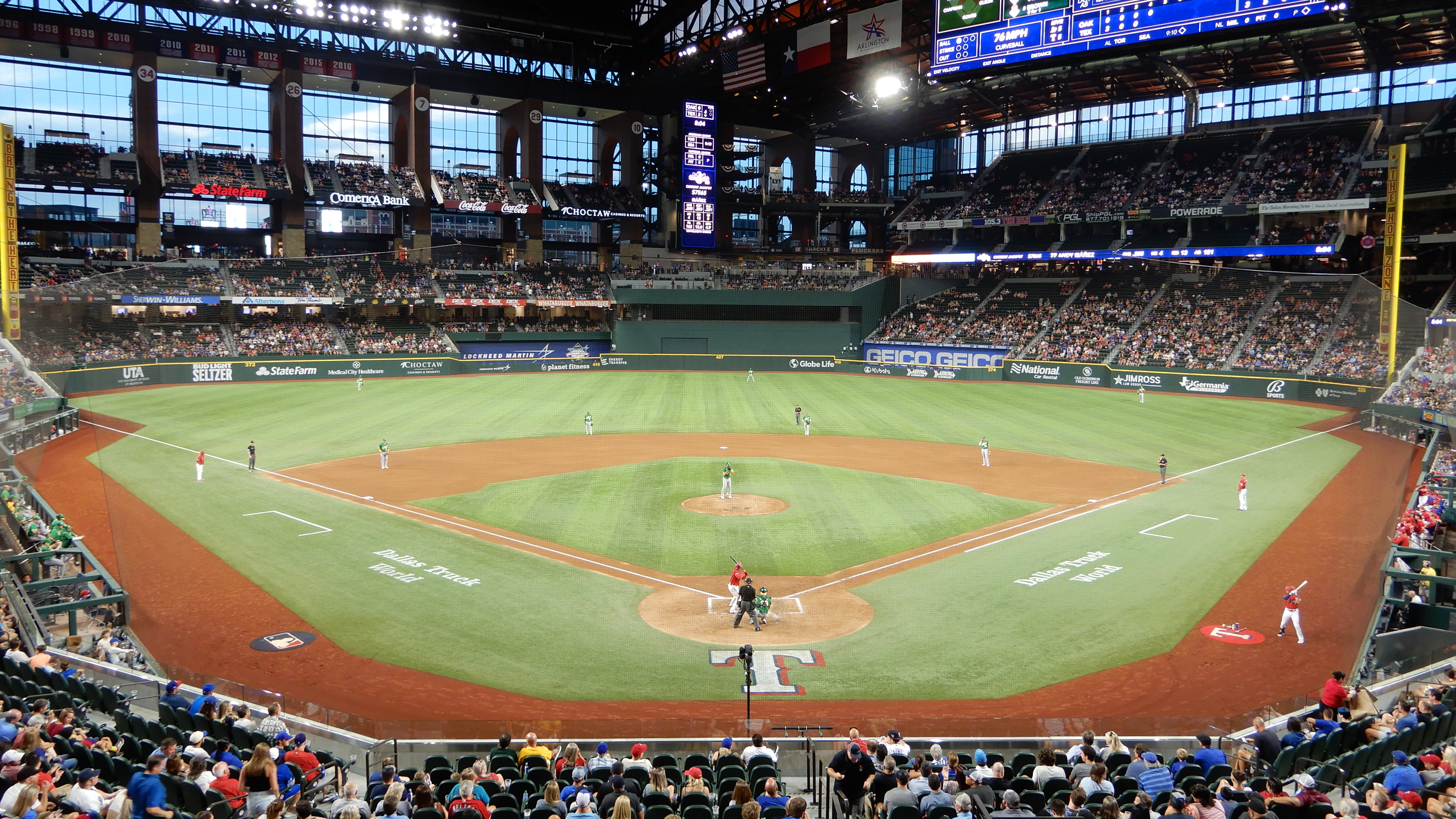
O evento foi realizado no Globe Life Field em Arlington, Texas.

O All In foi realizado pela primeira vez como um evento de independente luta profissional pay-per-view (PPV) em setembro de 2018 e foi produzido por membros da The Elite em associação com a Ring of Honor (ROH), que manteve os direitos do All In. O evento inspirou a formação da promoção americana All Elite Wrestling (AEW) em janeiro de 2019, e depois que o presidente da AEW Tony Khan comprou a ROH em março de 2022, A AEW reviveu o All In como seu primeiro evento PPV realizado no Reino Unido, com os eventos 2023 e 2024 ocorrendo durante o fim de semana do feriado bancário de agosto no Reino Unido no Estádio de Wembley em Londres, Inglaterra. All In se tornaria o maior evento anual da AEW, posteriormente considerado um dos "cinco grandes", junto com Double or Nothing, All Out, Full Gear e Revolution, os cinco maiores eventos anuais da empresa.
Em 15 de agosto de 2024, foi anunciado o terceiro All In da AEW, o quarto no geral, que aconteceria no Globe Life Field, em Arlington, Texas, no sábado, 12 de julho de 2025, marcando o primeiro evento PPV da AEW realizado em um estádio de beisebol americano e no Texas. O All In: Texas também foi o primeiro evento PPV da AEW realizado em julho. Posteriormente, foi o primeiro evento de luta livre profissional realizado no Globe Life Field. Em 2 de abril de 2025, foi revelado que o All In teria um horário de início especial às 14h00 (horário central) (15h00 (horário do leste)) para evitar a contraprogramação do Saturday Night's Main Event XL da WWE.
Os ingressos para o All In: Texas começaram a ser vendidos em 9 de dezembro de 2024. Além disso, a AEW ofereceu uma festa de abertura gratuita no bar esportivo Texas Live! ao lado do Globe Life Field em 20 de novembro, que incluiu um encontro com lutadores da AEW e da ROH, bem como acesso antecipado para compra de ingressos para o All In: Texas.

### Outros eventos da semana All In
Durante a semana que antecede o All In, a AEW realizou uma série de eventos. Tanto o Dynamite quanto o Collision foram realizados ao vivo no Curtis Culwell Center nas proximidades de Garland, Texas na quarta-feira, 9 de julho, e quinta-feira, 10 de julho, respectivamente, com o Collision sendo adiado de seu horário habitual de sábado à noite devido ao All In acontecer no sábado. Na sexta-feira, 11 de julho, a promoção irmã da AEW, ROH, realizou o Death Before Dishonor no Esports Stadium Arlington. Na sexta-feira e no sábado, a convenção de fãs Starrcast foi realizada no Sheraton Arlington Hotel.

### Rivalidades
All In: Texas contou com lutas de luta livre profissional que envolveram diferentes lutadores de rivalidades preexistentes e enredos. As histórias foram produzidas nos programas semanais de televisão da AEW, Dynamite e Collision.
A Owen Hart Cup é um torneio anual de luta livre profissional realizado pela AEW em parceria com a The Owen Hart Foundation, em homenagem a Owen Hart. O torneio consiste em duas competições de eliminação simples, uma para homens e outra para mulheres. Os vencedores respectivos recebem um troféu chamado "The Owen", um cinturão comemorativo de campeões e uma luta pelo campeonato mundial no evento All In. As finais de ambos os torneios aconteceram no Double or Nothing em 25 de maio de 2025. A Owen Hart Cup feminina foi vencida pela campeã TBS da AEW, Mercedes Moné, que derrotou Jamie Hayter e conquistou uma luta pelo Campeonato Mundial Feminino da AEW contra a campeã reinante "Timeless" Toni Storm. A Owen Hart Cup masculina foi vencida por "Hangman" Adam Page, que derrotou Will Ospreay e conquistou uma luta pelo Campeonato Mundial da AEW contra o campeão reinante Jon Moxley.
Após vencer o Continental Classic de 2024 no Worlds End em 28 de dezembro de 2024 e manter o Campeonato Continental da AEW, Kazuchika Okada foi confrontado pelo retorno de seu antigo rival Kenny Omega, que estava fora de ação por mais de um ano devido a uma batalha legítima contra diverticulite, que havia sido agravada (kayfabe) por um ataque do grupo The Elite (o antigo grupo de Omega, no qual Okada havia se juntado até aquele momento). Omega acabaria conquistando o Campeonato Internacional da AEW no Revolution em 9 de março de 2025. Após uma defesa bem-sucedida do título Internacional no Fyter Fest em 4 de junho, Omega seria confrontado por Okada. Uma luta "Winner Takes All" (O Vencedor Leva Tudo) pelos campeonatos Internacional e Continental seria então marcada entre Omega e Okada para o All In.

## Evento
| Papel                      | Nome                                             |
| -------------------------- | ------------------------------------------------ |
| Comentaristas em inglês    | Excalibur (Pré-show e PPV)                       |
| Comentaristas em inglês    | Tony Schiavone (Pré-show e PPV)                  |
| Comentaristas em inglês    | Taz (PPV)                                        |
| Comentaristas em inglês    | Nigel McGuinness (Pré-show e PPV)                |
| Comentaristas em inglês    | Jim Ross (Últimas duas lutas)                    |
| Comentaristas em inglês    | "Daddy Magic" Matt Menard (Luta pelo título TNT) |
| Comentaristas em inglês    | Don Callis (Okada vs. Omega)                     |
| Comentaristas em espanhol  | Carlos Cabrera                                   |
| Comentaristas em espanhol  | Alvaro Riojas                                    |
| Comentaristas em espanhol  | Ariel Levy                                       |
| Anunciadores de ringue     | Justin Roberts (PPV)                             |
| Anunciadores de ringue     | Bobby Cruise (Pré-show)                          |
| Árbitros                   | Aubrey Edwards                                   |
| Árbitros                   | Bryce Remsburg                                   |
| Árbitros                   | Mike Posey                                       |
| Árbitros                   | Paul Turner                                      |
| Árbitros                   | Rick Knox                                        |
| Árbitros                   | Stephon Smith                                    |
| Entrevistador              | Josh Mathews                                     |
| Apresentadores do pré-show | Renee Paquette                                   |
| Apresentadores do pré-show | RJ City                                          |
| Apresentadores do pré-show | Jeff Jarrett                                     |
| Apresentadores do pré-show | Paul Wight                                       |

### Pré-show
Durante o pré-show Zero Hour, o presidente da AEW, Tony Khan, confirmou que Adam Cole estava lesionado e não foi liberado para defender o Campeonato TNT. A luta foi, então, alterada para uma luta four-way pelo título vago, entre Kyle Fletcher, Daniel Garcia, Dustin Rhodes e Sammy Guevara.

## Resultados
| Nº                                          | Resultados | Estipulações | Tempo |
| ------------------------------------------- | --- | --- | ----- |
| Pré- show                                   | Sons of Texas (Dustin Rhodes, Marshall Von Erich, Ross Von Erich e Sammy Guevara) (com Kevin Von Erich) derrotaram Shane Taylor Promotions (Shane Taylor, Capt. Shawn Dean, Lee Moriarty e Carlie Bravo) (com Anthony Ogogo) | Luta de quartetos | 7:15  |
| Pré- show                                   | "Big Boom!" A.J. e The Conglomeration (Hologram, Kyle O'Reilly e Tomohiro Ishii) (com Big Justice e The Rizzler) derrotaram Don Callis Family (Hechicero, Lance Archer, Rocky Romero e Trent Beretta) (com Don Callis)       | Luta de quartetos | 12:45 |
| Pré- show                                   | FTR (Cash Wheeler e Dax Harwood) (com Stokely) derrotou The Outrunners (Truth Magnum e Turbo Floyd) | Luta de duplas | 16:10 |
| 4                                           | The Opps (Katsuyori Shibata, Powerhouse Hobbs e Samoa Joe) (c) derrotaram Death Riders (Claudio Castagnoli e Wheeler Yuta) e Gabe Kidd                                                                                       | Luta de trios pelo Campeonato Mundial de Trios da AEW | 14:10 |
| 5                                           | MJF venceu ao fazer o pin em Roderick Strong | Luta Casino Gauntlet masculina para uma futura luta pelo Campeonato Mundial da AEW | 34:55 |
| 6                                           | Dustin Rhodes derrotou Daniel Garcia (com "Daddy Magic" Matt Menard), Kyle Fletcher e Sammy Guevara | Luta four-way pelo vago Campeonato TNT da AEW | 15:45 |
| 7                                           | Swerve Strickland e Will Ospreay (com Prince Nana) derrotaram The Young Bucks (Matthew Jackson e Nicholas Jackson) | Luta de duplas Se Ospreay e Strickland perdessem, eles não poderiam disputar o Campeonato Mundial da AEW por um ano. Se os Young Bucks perdessem, eles perderiam seus títulos de vice-presidente executivo. | 25:50 |
| 8                                           | Athena venceu ao fazer o pin em Mina Shirakawa | Luta Casino Gauntlet feminina para uma futura luta pelo Campeonato Mundial Feminino da AEW | 27:00 |
| 9                                           | The Hurt Syndicate (Bobby Lashley e Shelton Benjamin) (c) (com MVP e MJF) derrotou JetSpeed (Kevin Knight e "Speedball" Mike Bailey) e The Patriarchy (Christian Cage e Nick Wayne) (com Kip Sabian e Mother Wayne)          | Luta three-way de duplas pelo Campeonato Mundial de Duplas da AEW | 18:40 |
| 10                                          | "Timeless" Toni Storm (c) (com Luther) derrotou Mercedes Moné | Luta individual pelo Campeonato Mundial Feminino da AEW | 24:10 |
| 11                                          | Kazuchika Okada (c–Continental) (com Don Callis) derrotou Kenny Omega (c–International) (com Kota Ibushi) | Luta Winner Takes All pelo Campeonato Unificado da AEW | 30:32 |
| 12                                          | "Hangman" Adam Page derrotou Jon Moxley (c) (com Marina Shafir) por submissão | Luta Texas Death pelo Campeonato Mundial da AEW | 35:55 |
| (c) – Refere-se aos campeões antes da luta. | | |       |

1. ↑  Ordem dos participantes: Mark Briscoe, MJF, Ricochet, Bandido, Konosuke Takeshita, Místico, Josh Alexander, Anthony Bowens, Roderick Strong, Brody King, Juice Robinson, Kota Ibushi, The Beast Mortos e Max Caster.
2. ↑  Ordem das participantes: Kris Statlander, Megan Bayne, Willow Nightingale, Tay Melo, Thekla, Julia Hart, Queen Aminata, Mina Shirakawa, Athena, Thunder Rosa, Syuri e Alex Windsor.